# Расел Алан Халс
Расел Алан Халс (енгл. Russell Alan Hulse; Њујорк, 28. новембар 1950) је амерички физичар који је 1993. године, заједно са Џозефом Хутоном Тејлором, добио Нобелову награду за физику „за откриће нове врсте пулсара, што је отворило нове могућности за проучавање гравитације”.